# ジョン・ロビンソン
ジョン・ロビンソン（John Robinson、1575年 - 1625年）は、イングランドの会衆派教会牧師。初期における分離派の中心人物として挙げられる。オランダで「巡礼始祖（ピルグリム）」の出発を準備した。

## 生涯

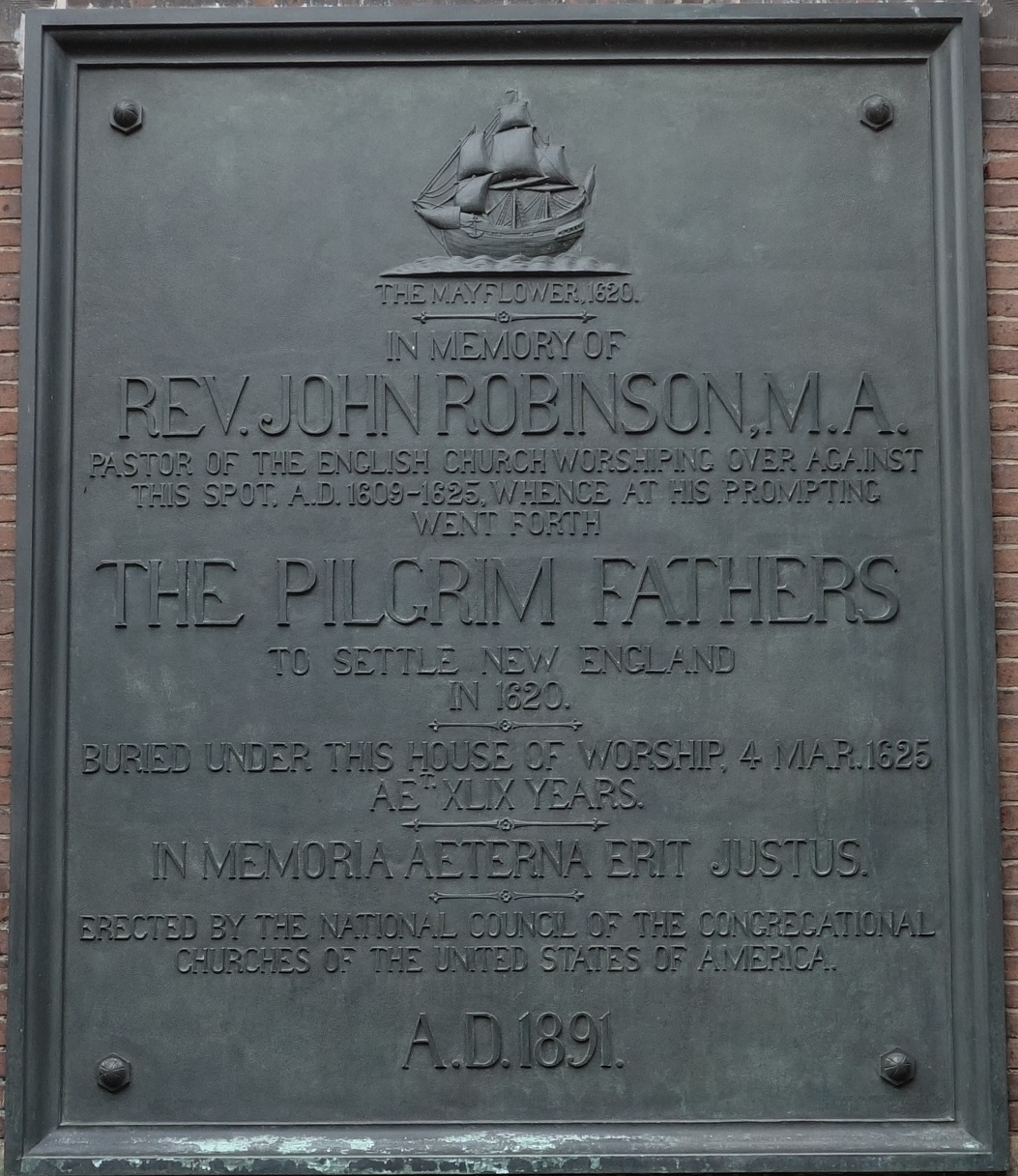
莱顿

1592年よりケンブリッジ大学のコルプス・クリスティ・カレッジで学び、その後は同カレッジで教壇に立った。12年間の学生・教員生活を経て、ノリッジで牧師となるが、国教会の方針に従わなかったため解職された。その後もイングランドにとどまって分離派の教義を広めようとしたが、ジェームズ1世の治世における宗教的抑圧に耐えかねて、オランダへの移住を計画した。1607年の脱出計画は失敗に終わり、投獄されたが、翌1608年に再び脱出を試みて、信徒とともにアムステルダムに渡った。しかし、華美な国際都市アムステルダムは教団にとって望ましくないと考え、ライデンにその拠点を移した。
その後、教団の行き詰まりを感じたロビンソンは、ヴァージニア・カンパニーの支援をとりつけて、アメリカ大陸への移民に着手した。当時の船体では全員の信徒を一度でアメリカへ運ぶことができなかったため、段階的に渡航することになり、高齢であったことや残った信徒をまとめるため、ロビンソンはライデンにとどまった。1620年、まず先発隊がスピードウェル号にのって、イングランド経由でアメリカ大陸へと目指した。その途中で船が故障したため、イングランドから合流したもう1隻の船であったメイフラワー号に乗り換えることになった。このように、メイフラワー号の乗船員のうち約半数はオランダからの乗船員であった。また、イングランドから乗り込んだ人々は、必ずしも宗教的情熱を持った人と限らなかった。
先発隊はさまざまな苦難を乗り越えてプリマス植民を果たし、「巡礼始祖（ピルグリム）」とのちに称されるが、ロビンソンが不在のため、牧師を欠いた状態でその共同体を運営しなくてはならなかった。その後、アメリカ大陸への渡航を果たせぬまま、ロビンソンは1625年に病死した。